# Tristão da Cunha de Ataíde
Tristão da Cunha de Ataíde (nascido e morador em Lisboa, e falecido em Janeiro de 1665), 8º senhor de Povolide, comendador de São Cosme de Gondar na Ordem de Cristo, foi um dos quarenta fidalgos da Restauração da Independência de Portugal, no 1.º de Dezembro de 1640.
Na companhia dos seus dois filhos e seu genro, foi um dos nobres que, com intrépida ousadia, marcharam ao quarto onde habitava Miguel de Vasconcelos, Secretário de Estado ao serviço da Dinastia filipina, e o defenestraram.
D. Luísa de Gusmão nomeou-o depois para acompanhar D. Catarina de Bragança em 1662 a Inglaterra.
Foi também comendador de São Mateus de Soure, na Ordem de Cristo e senhor das rendas dos pescados das marés de Santarém.

## Dados genealógicos
Era trineto do navegador e diplomata Tristão da Cunha.
Paiː
- Simão da Cunha de Ataíde, 7.º senhor de Povolide,[7] por sua vez filho de Tristão da Cunha, comendador de Torres Vedras, e de D. Helena de Ataíde, irmã do 3.º conde de Atouguia.[1] (Por D. Helena de Ataíde, a casa de Povolide herdara morgadios e propriedades que haviam sido dos condes de Atouguia, incluindo o chamado "Morgado de Ataíde" e um Paúl no termo da Atouguia).[8] [9]

Mãeː
- Inês de Melo, filha de Duarte de Melo, senhor de Povolide, e Margarida de Mendonça.[1]

Casou em 1726 comː
- Antónia de Vasconcelos, nascida em Évora e moradora em Lisboa, filha de Damião de Aguiar, nascido e morador em Évora, chanceler-mor do reino, e de Francisca de Mendonça, nascida e moradora em Évora, por sua vez filha de Manuel Mendes de Vasconcelos e de Catarina de Mendonça.[1][10]

Filhosː
- D. Luís da Cunha de Ataíde (Lisboa, 1619 - Lisboa, 1672), [11] 9° senhor de Povolide, de Castro Verde, da Aldeia de Paradela e dos Morgados de Vidigueira, de Ataíde, etc., Comendador de São Cosme na Ordem de Cristo, Presidente da Junta de Cavalaria, do Conselho de El-Rei, tal como o pai, o irmão e cunhado, também foi Restaurador.[3]

- D. Nuno da Cunha de Ataíde (c. 1620 - 1696), 1.º conde de Pontével, presidente do Senado, também um dos Quarenta Conjurados[7] e estribeiro-mor da princesa D. Isabel.

- D. Francisca Luísa de Mendonça, que casou (escritura do contrato de casamento com data de 27.02.1637)[12] com D. Manuel Rolim de Moura, filho de D. Francisco Rolim de Moura, 14.º senhor da Azambuja, igualmente um dos Conjurados.[7]